# Rabâb égyptien
Le rabâb égyptien ou kamanga est un instrument musical égyptien de la famille du rabâb.
Dans le delta égyptien et en Haute-Égypte, le rabab accompagne les chants épiques, les ballades, la musique populaire et la danse.
Le joueur de rabâb égyptien (rababiste) est appelé kamangati.
Les rabâbs égyptiens sont classés en deux types. Le premier est une vièle archet avec corps en coque de noix de coco (originaire du Moyen-Orient). Le deuxième violon à pointes frottées avec une caisse de résonance quadrangulaire en bois est appelé est également largement répandu dans la péninsule arabique.
Au début du XIXe siècle, un rectangle type qui avait les mêmes caractéristiques que le rabāba bédouin actuel a été utilisé en Egypte, et probablement dans le tout Moyen-orient; cette forme a disparu en Égypte urbaine.

## Dénominations et étymologie
Ils sont désignés comme rebāb maşri (rabâb égyptien), rebab arabi (rabâb arabe), rebāb el-muğannī (rabâb du chanteur), rebaba el-ša'er ou rebaba el-ša'ir (rabâb du nomade) et kamanga (violon).
D'après l'égyptologue égyptien Moustafa Gadalla, l'origine du mot rabâb lui-même est issue  de l'égyptien ancien « âme sœur » (ba-ba) du créateur (Râ), l'âme sœur (baba) étant représentée par deux cordes,. L'instrument est effectivement appelé rabâba (ra-ba-ba) en langue arabe.

## Description

### Luth à bol à pointes à col long
La caisse de résonance du luth à bol à pointes à col long égyptien est constituée d'une coque de noix de coco et recouverte d'une peau collée au bord du résonateur. Les deux cordes (une corde est abîmée), en crin de cheval, sont attachées (chacune) sur une cheville en bois qui s'insèrent à l'extrémité du manche en bois. De là, les cordes s'étendent sur le long manche en bois et sur la membrane tendue et continuent jusqu'au bout de la caisse de résonance, où elles sont attachées à un anneau, qui à son tour est fixé sur une tige métallique dépassant du résonateur sonore. Plusieurs trous sonores sont percés dans le résonateur en bois. La tige métallique pénètre dans le fond du résonateur. Dans son article, Elsner (1983 : 40-41) discute d’un rabâb d'Egypte également fait d'une coquille de noix de coco et exceptionnellement recouvert d'une peau de poisson avec une peau de chèvre supplémentaire qui est collée tout autour du bord de la caisse de résonance. La tige de fer sous la membrane tendue est insérée profondément à travers le fond de la caisse de résonance jusqu'à ce qu'elle touche le col cylindrique en bois, dans la boîte à chevilles incorporée, deux vertèbres latérales sont attachées. Les deux cordes sont en crin de cheval y compris la corde de l'arc.